# Кронос (космический аппарат)
Кронос (англ. Kronos) — проект научно-исследовательской автоматической межпланетной станции, предложенный в рамках сотрудничества между НАСА и ЕКА, планируемая миссия по изучению Сатурна.

## Цели
- Детальное изучение химического состава атмосферы Сатурна;
- Изучение гравитационного поля и магнитосферы Сатурна[англ.]*;
- Получение снимков колец Сатурна крупным планом.

После запуска в 2015 году и нескольких пролётов Венеры, Земли и Юпитера Кронос достиг бы Сатурна. Длительность полёта, в зависимости от выбранной траектории, составляет от 6 до 17 лет. Вблизи Сатурна должны быть произведены две атмосферные пробы для получения информации о химическом составе (включая соотношение изотопов), температуре, скорости ветров и структуре облаков под давлением до 10 бар. Эти пробы, в случае успеха, смогут получить изображения колец и их частей с очень близкого расстояния (несколько километров), а также исследовать их структуру для того, чтобы выяснить, как такие небольшие образования могли сформироваться и дожить до наших дней. По предложению авторов проекта, аппарат произвёл бы пролёт Сатурна и с близкого расстояния смог бы также получить точную информацию о циркуляции атмосферы и её внутреннем составе.
По дизайну, КА Кронос сходен с КА Юнона. Предложенный дизайн атмосферных зондов похож на зонд аппарата Галилео.